# Nobuatsu Aoki

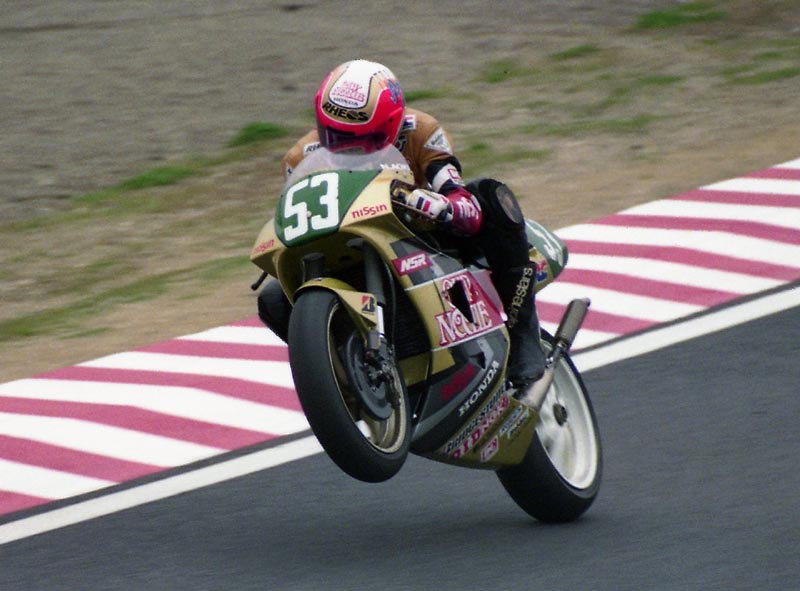
Nobuatsu Aoki op het Suzuka International Racing Course in 1992.

Nobuatsu Aoki (Japans: 青木 宣篤, Aoki Nobuatsu) (Shibukawa, 31 augustus 1971) is een Japans motorcoureur. Hij stamt uit een coureursfamilie; zijn broers Haruchika en Takuma waren eveneens in het wereldkampioenschap wegrace actief.
In 1990 maakte hij op een Honda zijn debuut in de 250cc-klasse van het wereldkampioenschap wegrace met een wildcard in zijn thuisrace. In 1991 en 1992 deed hij dit ook, waarbij hij in het laatste jaar op het podium stond. In 1993 stapte hij fulltime over naar het kampioenschap, waarbij hij in de tweede race in Maleisië zijn enige Grand Prix won. Na enkele seizoenen stapte hij in 1997 over naar de 500cc en eindigde achter Mick Doohan en Tadayuki Okada als derde in het kampioenschap. In 1998 stapte hij over naar een Suzuki, waarbij in zijn drie jaar op deze motor een negende plaats in zijn eerste seizoen zijn beste resultaat was in het kampioenschap. In 2001 was hij de testrijder van Bridgestone alvorens hij in 2002 terugkeerde in de MotoGP, de vervanger van de 500cc, op een Proton KR, waarop hij drie jaar bleef rijden alvorens in 2005 aan de slag te gaan als testrijder van Suzuki en reed dat jaar in de Grand Prix van Tsjechië met een wildcard en in de Grand Prix van Valencia als vervanger van John Hopkins. In 2007 en 2008 reed hij zijn laatste Grands Prix met beide jaren een wildcard in Maleisië. In 2009 won hij samen met Daisaku Sakai en Kazuki Tokudome de prestigieuze 8 uur van Suzuka op een Suzuki.